# David Eloy Rodríguez
David Eloy Rodríguez (Cáceres, 1976) es un escritor español en lengua española.

## Reseña biográfica
Vive desde 1993 en Sevilla, adonde se trasladó desde Jerez de la Frontera (Cádiz), ciudad en la que transcurrió su infancia. Es licenciado en Comunicación Audiovisual y ha realizado también estudios de Antropología. Se dedica a la literatura y a la acción cultural. 
Participa desde 1996 en diferentes proyectos escénicos vinculados a la palabra poética. Ha intervenido recitando su obra en festivales y encuentros literarios y artísticos en España y otros países (Macedonia, Rusia, Marruecos, Francia, Irlanda, Alemania....) Sus últimos proyectos en el ámbito creativo de la poesía escénica y multidisciplinar, la polipoesía y el spoken word, en las que su poesía de viva voz dialoga con otras disciplinas (música, pintura en vivo, videocreación, danza…), son "Todo se entiende sólo a medias", "Su mal espanta", "Animales heridos" (junto a la música Virginia Moreno) y "Hospitalidad", actuaciones en las que Rocío Rosado y Santiago Moreno adaptan y cantan la poesía de J. M. Gómez Valero y el propio David Eloy.
Escribe canciones y letras flamencas (por las que ha obtenido reconocimientos como los premios Rafael Alberti, Federico García Lorca o Letras Flamencas por la Igualdad) para diversos artistas y ha intervenido en exposiciones colectivas de arte contemporáneo. Es coautor de los espectáculos artístico-flamencos "¡Qué sabrá el reló de ná..!" y "Deseo", ambos estrenados en el Dublin Flamenco Festival en las ediciones 2013 y 2014, respectivamente. Sus letras flamencas son parte del proyecto "Cantenimación. Nuevas mineras", del artista Alonso Gil.   
Ha recibido el Premio Andalucía sobre Migraciones a su producción artística /otorgados por la Junta de Andalucía) en dos ocasiones..   
Escribe artículos y crítica para diversos medios, así como guiones audiovisuales y de cómic.  
Es uno de los coordinadores de la editorial Libros de la Herida. 
Vinculado al colectivo de escritores La Palabra Itinerante desde 1996, realiza desde allí acción y programación cultural. Profesor de escritura creativa, colabora con instituciones públicas y privadas para aportar saberes e invitar a imaginar en universidades, institutos, colegios, museos, bibliotecas, prisiones, hospitales… Es parte de la iniciativa Poesía y Salud, que acerca la literatura a personas con sufrimiento psíquico, capacidades diferentes, enfermedades específicas, cuidados paliativos, personas sin hogar… 
Impulsa proyectos que difunden el conocimiento de la poesía popular tradicional y facilitan claves para ampliar ese patrimonio con la invención de nuevos versos, tanto de forma escrita como oral, improvisada o cantada (verdiales, letras flamencas, coplas…). 